# Balleroy-sur-Drôme
Balleroy-sur-Drôme is een gemeente in het Franse departement Calvados in de regio Normandië, die deel uitmaakt van het arrondissement Bayeux. De gemeente is op 1 januari 2016 ontstaan door de fusie van de gemeenten  Balleroy en Vaubadon. Balleroy-sur-Drôme telde op 1 januari 2022 1.317 inwoners.

## Geografie
De oppervlakte van Balleroy-sur-Drôme bedroeg op 1 januari 2022 11,77 vierkante kilometer; de bevolkingsdichtheid was toen 111,9 inwoners per km².
De onderstaande kaart toont de ligging van Balleroy-sur-Drôme met de belangrijkste infrastructuur en aangrenzende gemeenten.

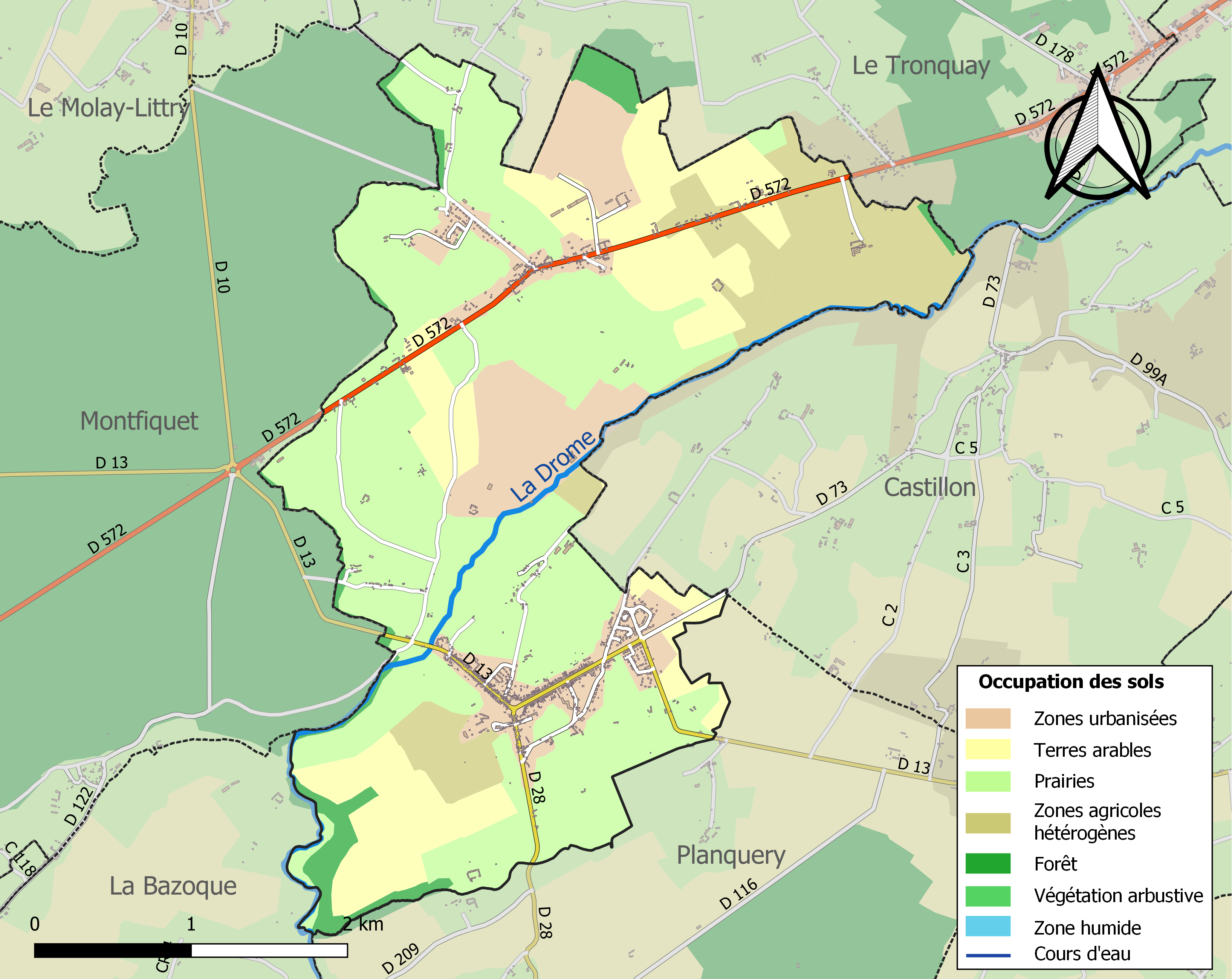